# Lijst van onderscheidingen van Dwight D. Eisenhower
Dwight D. Eisenhower (1890 - 1969) bezat de volgende onderscheidingen.
|    | Rang                               | Orde                                                                     | Land                | Datum                              |
| -- | ---------------------------------- | ------------------------------------------------------------------------ | ------------------- | ---------------------------------- |
| 1  |                                    | Army Distinguished Service Medal met vier Eikenloof clusters             | Verenigde Staten    | 7 oktober 1922                     |
| 1a |                                    | Eikenloof cluster                                                        | Verenigde Staten    | 7 september 1943                   |
| 1b |                                    | Eikenloof cluster                                                        | Verenigde Staten    | 13 juli 1945                       |
| 1c |                                    | Eikenloof cluster                                                        | Verenigde Staten    | 7 februari 1948                    |
| 1d |                                    | Eikenloof cluster                                                        | Verenigde Staten    | 2 juni 1952                        |
| 2  |                                    | Navy Distinguished Service Medal                                         | Verenigde Staten    | 25 juni 1947                       |
| 3  | Legionnaire                        | Legioen van Verdienste                                                   | Verenigde Staten    | 25 november 1943                   |
| 4  |                                    | Mexican Border Service Medal                                             | Verenigde Staten    | 9 juli 1918                        |
| 5  |                                    | Overwinningsmedaille                                                     | Verenigde Staten    | 2 april 1947                       |
| 6  |                                    | American Defense Service Medal                                           | Verenigde Staten    | 2 april 1947                       |
| 7  |                                    | Europa-Afrika-Midden Oosten Campagne Medaille met negen campagne sterren | Verenigde Staten    | 24 juli 1947                       |
| 8  |                                    | World War II Victory Medal                                               | Verenigde Staten    | 2 april 1947                       |
| 9  |                                    | Bezettingsmedaille voor het Leger met gesp "Duitsland"                   | Verenigde Staten    | 2 april 1947                       |
| 10 |                                    | National Defense Service Medal                                           | Verenigde Staten    | 2 april 1947                       |
| 11 | Grootkruis                         | Orde van de Bevrijder San Martin                                         | Argentinië          | 12 mei 1950                        |
| 12 | Grote Gouden Ereteken aan het lint | Ereteken van Verdienste voor de Republiek                                | Oostenrijk          | 13 oktober 1965                    |
| 13 | Grootlint                          | Leopoldsorde met Palm                                                    | België              | 30 juli 1945                       |
| 14 |                                    | Oorlogskruis met Palm                                                    | België              | 30 juli 1945                       |
| 15 | Grootkruis                         | Orde van het Zuiderkruis                                                 | Portugal            | 5 augustus 1946                    |
| 16 | Grootkruis                         | Orde van Militaire Verdienste                                            | Brazilië            | 19 juni 1946                       |
| 17 | Grootkruis                         | Orde van Verdienste voor de Luchtmacht                                   | Brazilië            | 5 augustus 1946                    |
| 18 |                                    | Oorlogsmedaille                                                          | Brazilië            | 1 juli 1946                        |
| 19 |                                    | Campagne medaille                                                        | Brazilië            | 6 augustus 1946                    |
| 20 | Grootkruis                         | Orde van Verdienste                                                      | Chili               | 12 maart 1947                      |
| 21 | Grootlint (speciale klasse)        | Orde van de Wolk en het Vaandel                                          | China               | 18 september 1947                  |
| 22 | Grootkruis                         | Orde van de Witte Leeuw                                                  | Tsjecho-Slowakije   | 11 oktober 1945                    |
| 23 | Eerste Klasse                      | Militaire Orde van de Witte Leeuw voor de Overwinning                    | Tsjecho-Slowakije   | 11 oktober 1945- 9 oktober 1945    |
| 24 | De Gouden Ster                     | Orde van de Vrijheid                                                     | Tsjecho-Slowakije   |                                    |
| 25 |                                    | Oorlogskruis 1939-1945                                                   | Tsjecho-Slowakije   | 11 oktober 1945                    |
| 26 | Ridder                             | Orde van de Olifant                                                      | Denemarken          | 19 december 1945                   |
| 27 | Eerste klasse                      | Order of Abdon Calderón                                                  | Ecuador             | 30 maart 1949                      |
| 28 | Grootlint                          | Order of Ismail                                                          | Koninkrijk Egypte   | 24 mei 1947                        |
| 29 | Ridder Grootkruis met lint         | Orde van Salomo                                                          | Keizerrijk Ethiopië | 14 februari 1948                   |
| 30 | Ridder                             | Orde van de Koningin van Seba                                            | Keizerrijk Ethiopië | 16 mei 1954                        |
| 31 | Grootkruis                         | Legioen van Eer                                                          | Frankrijk           | 15 juni 1943                       |
| 32 | Lid                                | Orde van de Bevrijding                                                   | Frankrijk           | 5 september 1945- 28 mei 1945      |
| 33 |                                    | Médaille militaire                                                       | Frankrijk           | 21 mei 1952                        |
| 34 |                                    | Croix de guerre 1939 - 1945 met Palm                                     | Frankrijk           | 19 juni 1943                       |
| 35 |                                    | Medaille van het Bevrijde Frankrijk                                      | Frankrijk           |                                    |
| 36 | Ridder Grootkruis                  | Orde van George I met Zwaarden                                           | Griekenland         | 13 juli 1946                       |
| 37 | Ridder Grootkruis                  | Orde van de Verlosser                                                    | Griekenland         | 14 maart 1952                      |
| 38 | Eerste klasse                      | Kruis van Militaire Verdienste                                           | Guatemala           | 30 april 1947                      |
| 39 | Grootkruis met gouden badge        | Nationale orde van Eer en Verdienste                                     | Haïti               | 3 juli 1945                        |
| 40 | Ridder Grootkruis                  | Orde van het Heilig Graf                                                 | Heilige Stoel       | 15 september 1953                  |
| 41 | Ridder Grootkruis                  | Militaire Orde van Italië met Zwaarden                                   | Italië              | 5 december 1947                    |
| 42 | Keten                              | Chrysanthemumorde                                                        | Japan               | 27 september 1960                  |
| 43 | Grootkruis                         | Orde van de Eikenkroon                                                   | Luxemburg           | 3 augustus 1945                    |
| 44 |                                    | Militaire medaille                                                       | Luxemburg           | 3 augustus 1945                    |
| 45 |                                    | Oorlogskruis 1940-1945                                                   | Luxemburg           |                                    |
| 46 | Keten                              | Orde van de Azteekse Adelaar                                             | Mexico              | 15 augustus 1946                   |
| 47 |                                    | Medaille van Militaire Verdienste                                        | Mexico              | 17 augustus 1946                   |
| 48 |                                    | Medaille van burgerlijke Verdienste                                      | Mexico              | 15 augustus 1946                   |
| 49 | Grootkruis                         | Orde van Sharifian Alawaidis                                             | Marokko             | 9 juli 1943                        |
| 50 |                                    | Orde van Mohammedi                                                       | Marokko             | 25 november 1957                   |
| 51 | Ridder Grootkruis                  | Orde van de Nederlandse Leeuw                                            | Nederland           | 14 juli 1945                       |
| 52 | Grootkruis                         | Orde van Sint-Olaf                                                       | Noorwegen           | 20 november 1945                   |
| 53 | Grootkruis met Keten               | Orde van Sint-Olaf                                                       | Noorwegen           | 17 april 1946                      |
| 54 | Eerste klasse                      | Nishan-e-Pakistan                                                        | Pakistan            | 7 december 1957                    |
| 55 | Grootkruis                         | Orde van Vasco Núñez de Balboa                                           | Panama              | 13 augustus 1946                   |
| 56 | Keten                              | Orde van Manuel Amador Guerrero                                          | Panama              | 8 juni 1956                        |
| 57 | Raja (Keten)                       | Orde van Sikatuna                                                        | Filipijnen          | 16 juni 1960                       |
| 58 | Chief Commander                    | Legioen van Eer                                                          | Filipijnen          | 9 april 1961                       |
| 59 |                                    | Voorname Dienst Ster                                                     | Filipijnen          | 12 december 1939                   |
| 60 | Grootkruis                         | Orde Polonia Restituta                                                   | Polen               | 18 mei 1945                        |
| 61 | Grootkruis (met Ster)              | Virtuti Militari                                                         | Polen               | 25 september 1944                  |
| 62 | Eerste klasse                      | Orde van het Grunwald Kruis                                              | Polen               | 7 september 1945                   |
| 63 | Ridder Grootkruis                  | Orde van Verdienste "Pro Merito Melitense"                               | Orde van Malta      | 15 september 1953                  |
| 64 | Ridder                             | Orde van het Koninklijk Huis van Chakri                                  | Thailand            | 28 juni 1960                       |
| 65 | Grootkruis                         | Orde van de Glorie                                                       | Ottomaanse Rijk     |                                    |
| 66 | Grootlint                          | Orde van de Glorie                                                       | Tunesië             | 29 mei 1943                        |
| 67 | Ridder Grootkruis                  | Orde van het Bad                                                         | Verenigd Koninkrijk | 12 juni 1943                       |
| 68 |                                    | Order of Merit                                                           | Verenigd Koninkrijk | 12 juni 1945                       |
| 69 |                                    | Afrikaanse Ster met zilveren getallen 8 en 1                             | Verenigd Koninkrijk | 18 november 1943                   |
| 70 | Ster                               | Orde van de Overwinning                                                  | Sovjet-Unie         | 5 juni 1945                        |
| 71 | Eerste klasse                      | Orde van Soevorov                                                        | Sovjet-Unie         | 19 februari 1944- 18 februari 1944 |
| 72 |                                    | Het Koninklijk Joegoslavisch herdenkings oorlogskruis                    | Joegoslavië         | 29 april 1967                      |
| 73 | Grootkruis                         | Orde van Verdienste                                                      | Malta               | 1 april 1952                       |